# Rue Bois-Le-Vent
La rue Bois-Le-Vent est une voie du 16e arrondissement de Paris, en France.

## Situation et accès

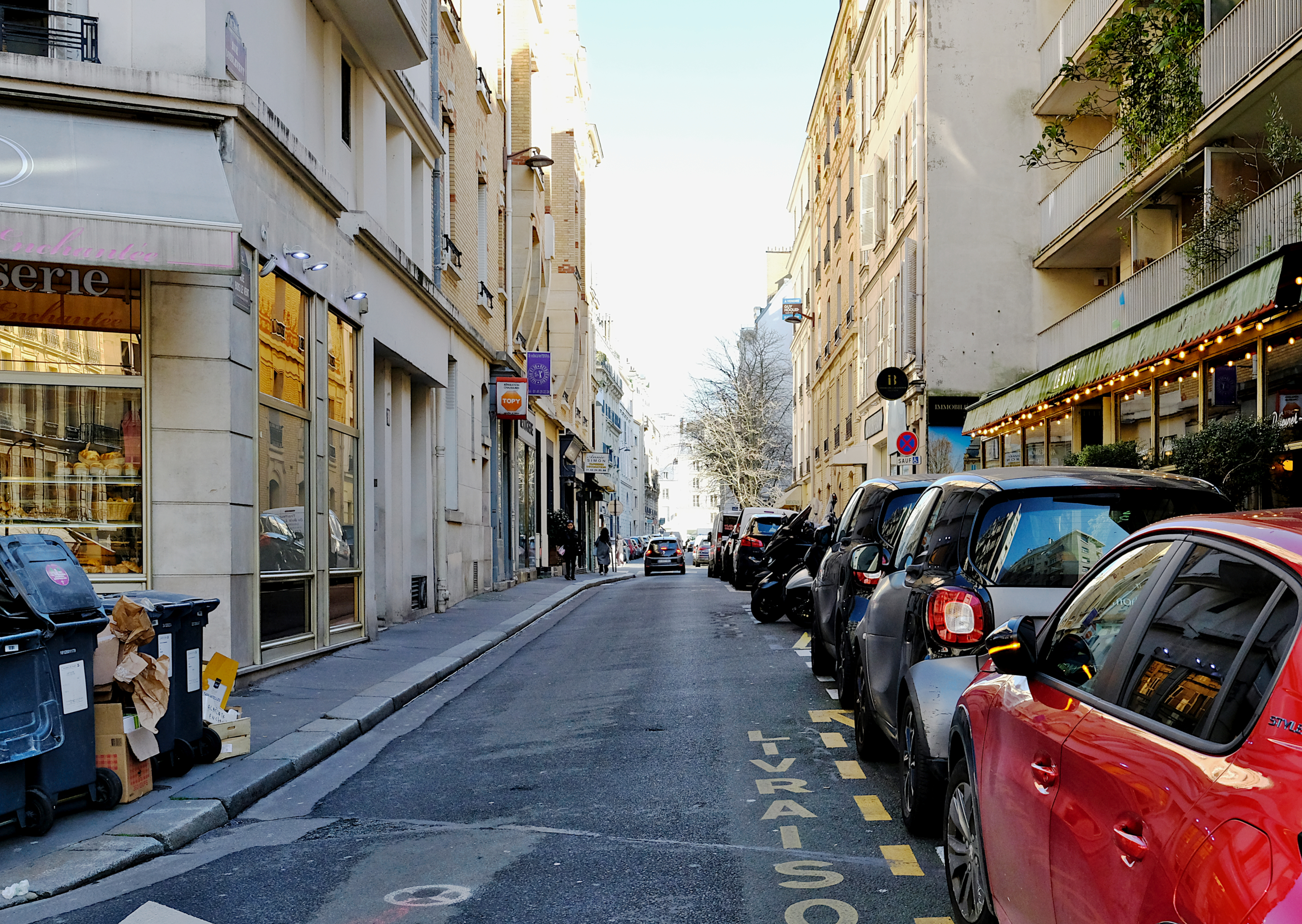
La rue Bois-Le-Vent vue de l'avenue Mozart.

Elle commence au croisement de la rue Duban et de la place de Passy (au no 2) et se termine 9 avenue Mozart. Elle est l'une des extrémités de la rue Talma et elle est coupée par la rue de Boulainvilliers.
Le quartier est desservi par la ligne 9, à la station La Muette et par la ligne C du RER, à la gare de Boulainvilliers.

## Origine du nom
Selon l'historien de Paris Jacques Hillairet, la rue devrait son nom soit au fait qu'on y sentait le vent provenant du bois de Boulogne voisin, soit à cause d'un chantier de bois situé à proximité et subissant ce même vent.
Selon le marquis de Rochegude, c'est la seconde hypothèse qui prévaut.

## Historique

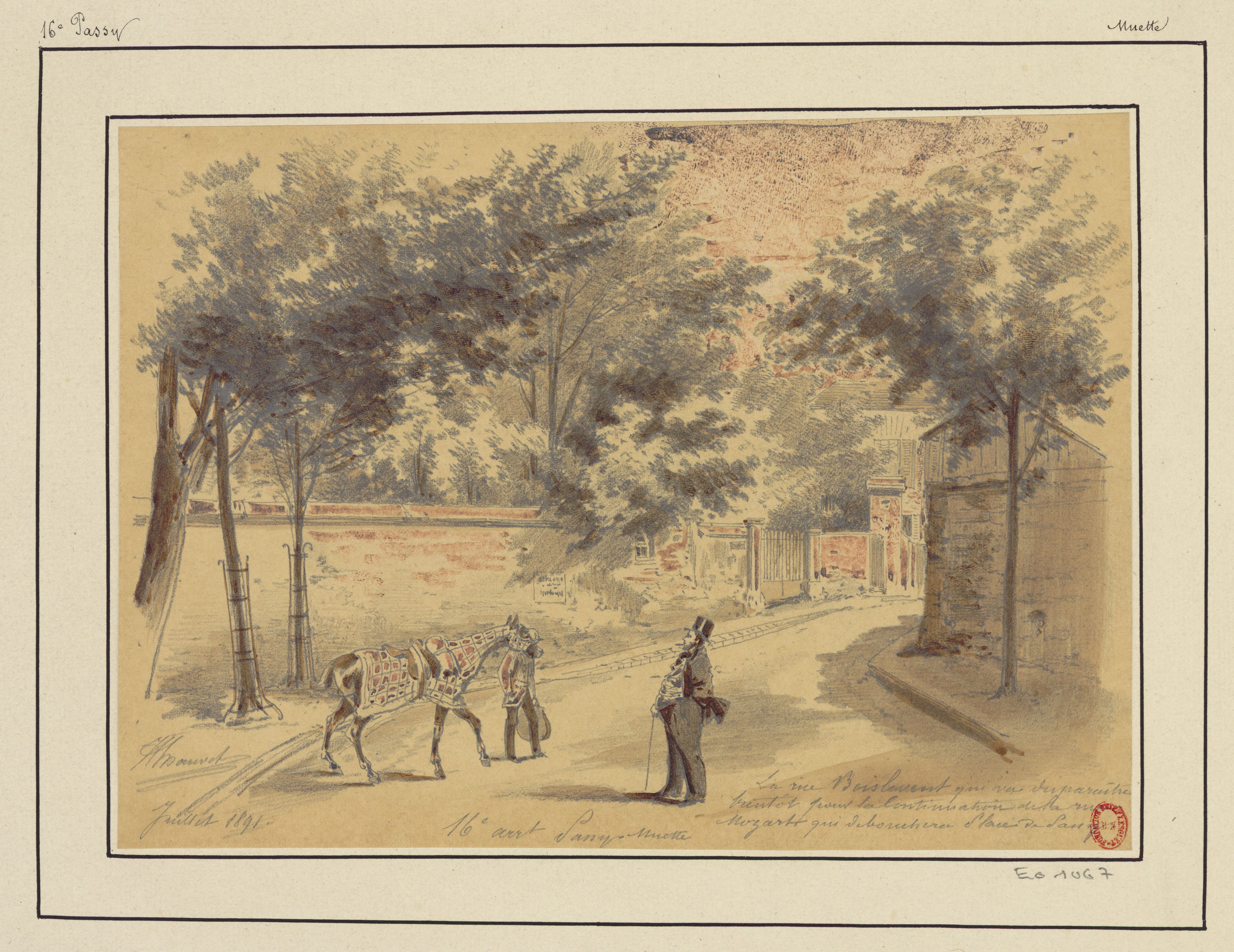
Portion de la rue à l'emplacement de la future avenue Mozart (dessin de Jules-Adolphe Chauvet en 1891).

Cette rue, qui faisait partie de l'ancienne commune de Passy, se prolongeait autrefois jusqu'au boulevard de Beauséjour.
Elle est mentionnée en 1730 et constituait alors un tronçon de la rue de l'Église (actuelle rue de l'Annonciation). Elle est pavée comme cette dernière à partir de 1720. En 1835, l'aménagement de la place de Passy coupe la rue de l'Église en deux et ce segment prend le nom de « rue Bois-Le-Vent ».
En 1839, la rue Neuve-Bois-Le-Vent (actuelle rue Talma), qui lui était perpendiculaire, est ouverte.
La partie qui s'étend entre les rues de Boulainvilliers et Mozart s'est d'abord appelée « rue des Vignes » et n'a été réunie à la rue Bois-le-Vent qu'en 1877 (à ne pas confondre avec l'actuelle rue des Vignes).

## Bâtiments remarquables et lieux de mémoire
- No 1 : marché de Passy. En 1845, un marché forain est transféré depuis la rue Neuve-Église (devenue rue Jean-Bologne), où il se trouvait depuis 1826. En 1855, il devient un marché couvert puis est agrandi en 1873, grâce à l'aliénation de bâtiments limitrophes qui accueillaient des services de l'ancienne mairie[1]. Le bâtiment est reconstruit en 1960.
- No 24 : sculpture au premier étage avec la date de construction : 1900.
- No 24 bis : après la mort du poète Leconte de Lisle en 1894, sa veuve vient habiter cet immeuble[1].
- No 28 : ambassade de Slovénie en France.

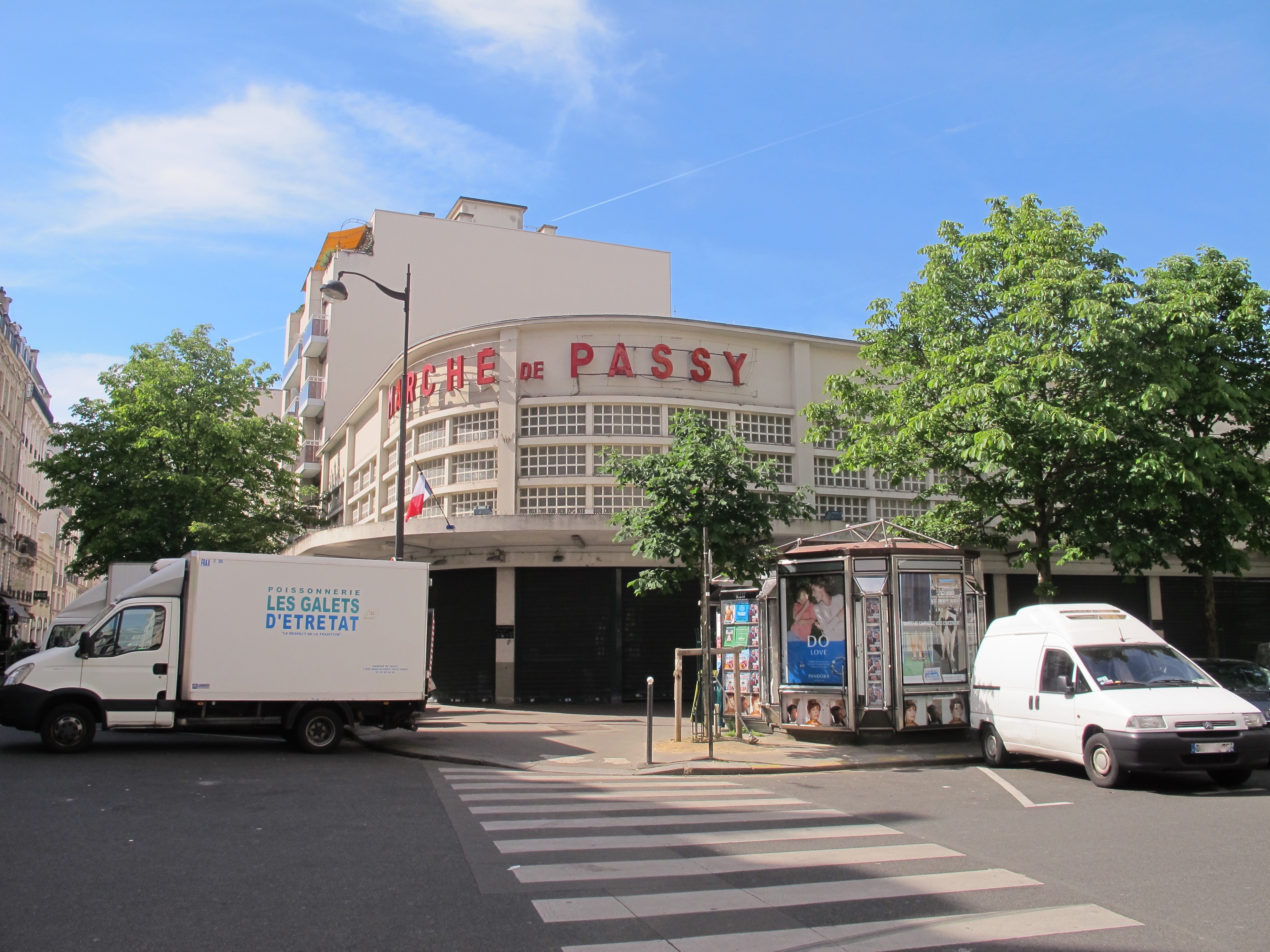
Marché au no 1.
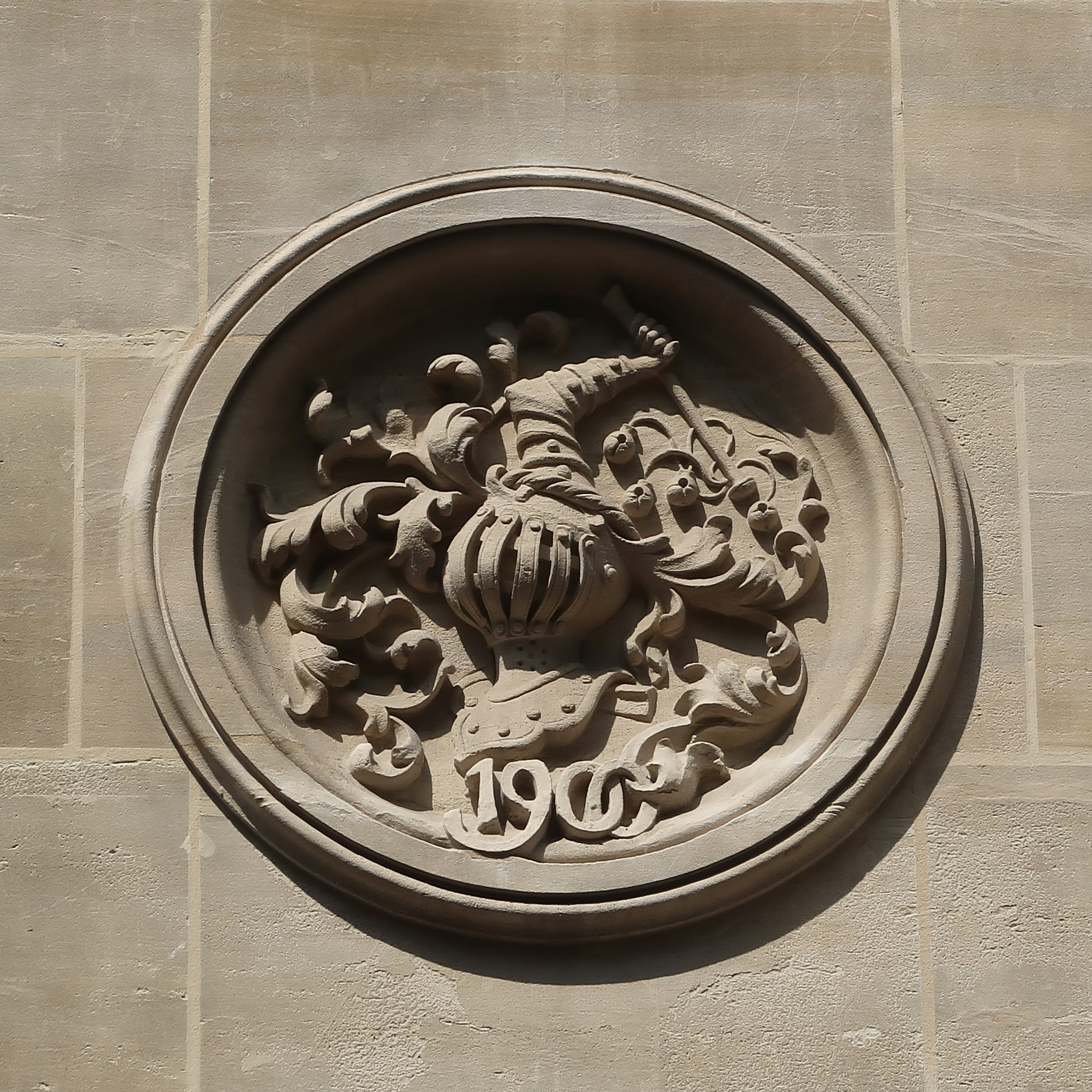
Relief au no 24.
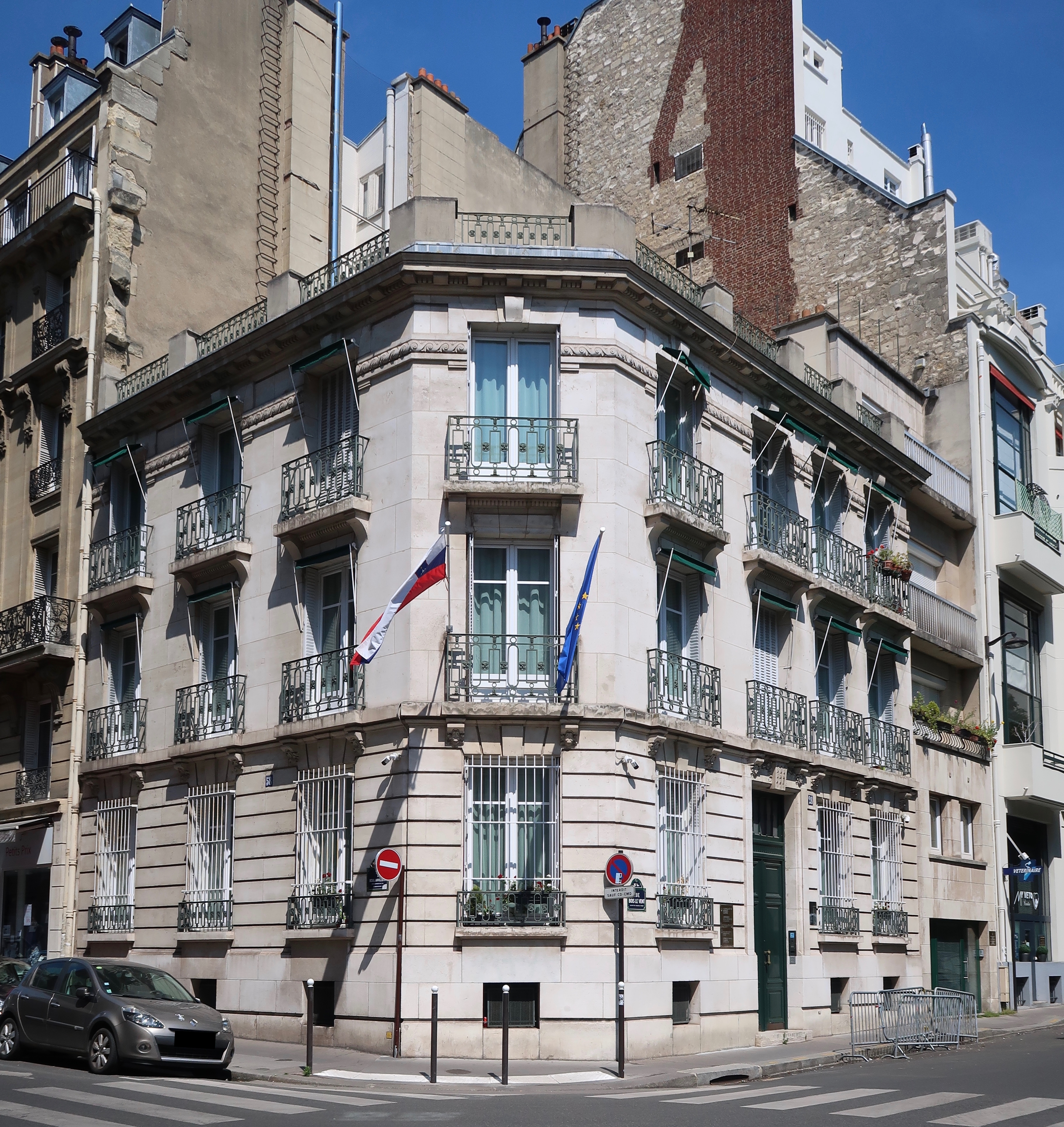
L'ambassade au no 28.
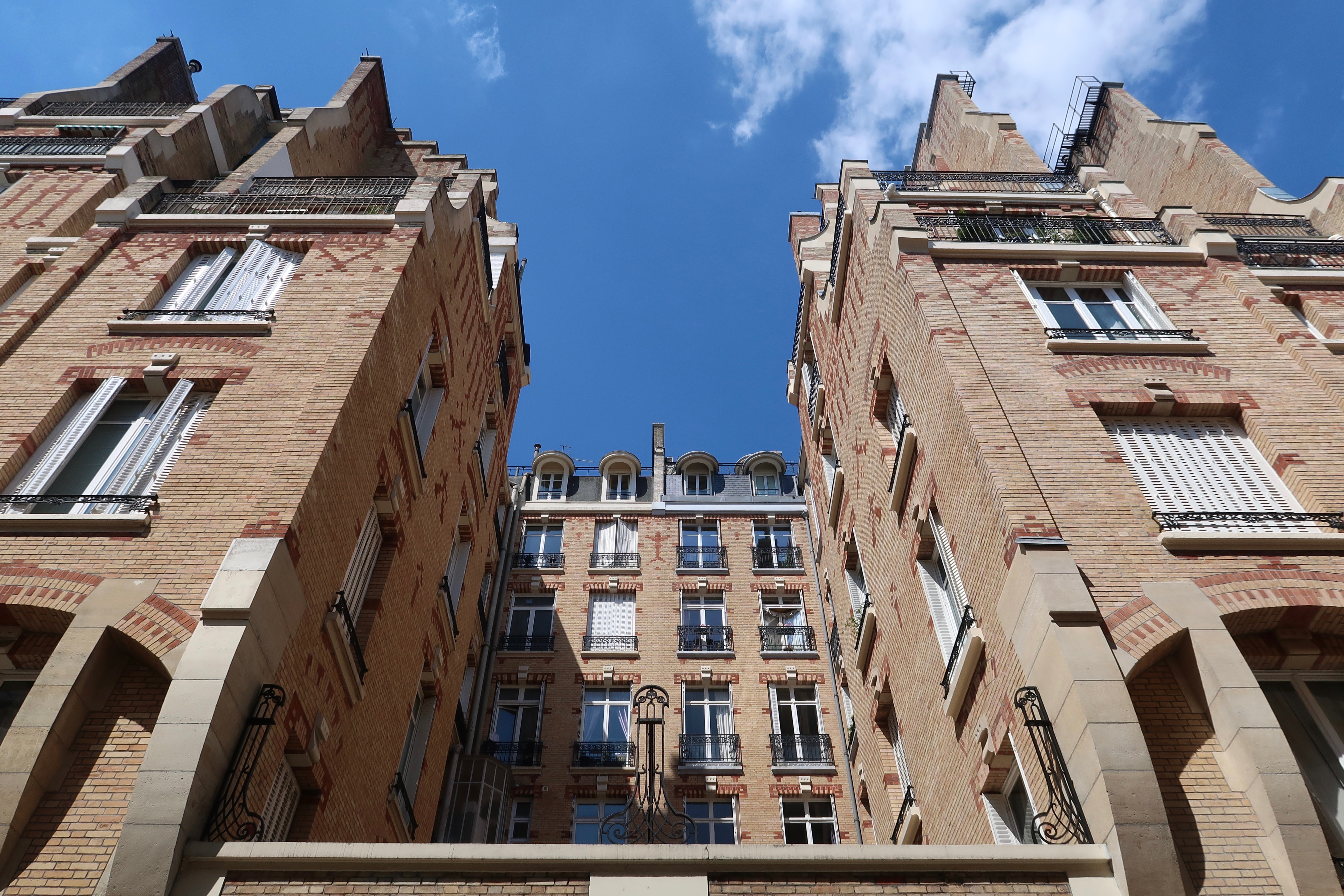
No 36.

- Dans la partie de la rue qui, jusqu'au percement de l'avenue Mozart en 1867, était en vis-à-vis du château de la Muette, se trouvait la maison de Mme Renouard, occupée par les Piscatory et les Pastoret, où le poète André Chénier est arrêté le 7 mars 1794 avant d'être emprisonné puis guillotiné quelques mois plus tard[1],[3].
- Au niveau du croisement avec les rues de l'Annonciation et Duban était autrefois installé l'hôtel de Travers, acheté en 1768 par Louis XV pour loger les équipages de son château de la Muette. Louis XVI en fait don en 1787 au concierge de ce château, Filleul. Sa veuve Rosalie Filleul et Émilie Félicité Chalgrin, née Vernet et fille de Claude Joseph Vernet qui s'y était réfugiée, sont arrêtées et guillotinées en 1794[4],[5].